# Ferdinand Adams
Ferdinand Eloy Adams (3 de maio de 1903 - 1992) foi um futebolista belga que competiu na Copa do Mundo FIFA de 1930.